# Milazziano
Il Milazziano (dal nome della città di Milazzo) è un sottopiano informale del Pleistocene istituito da C. Depéret nel 1918. Stratigraficamente è posto sopra il Siciliano e sotto il Tirreniano. Lo stratotipo del Milazziano si trova lungo la costa occidentale di Capo Milazzo, ed è costituito da sabbie ciottolose ricche di molluschi fossili.